# Crisi di successione (Mormoni)

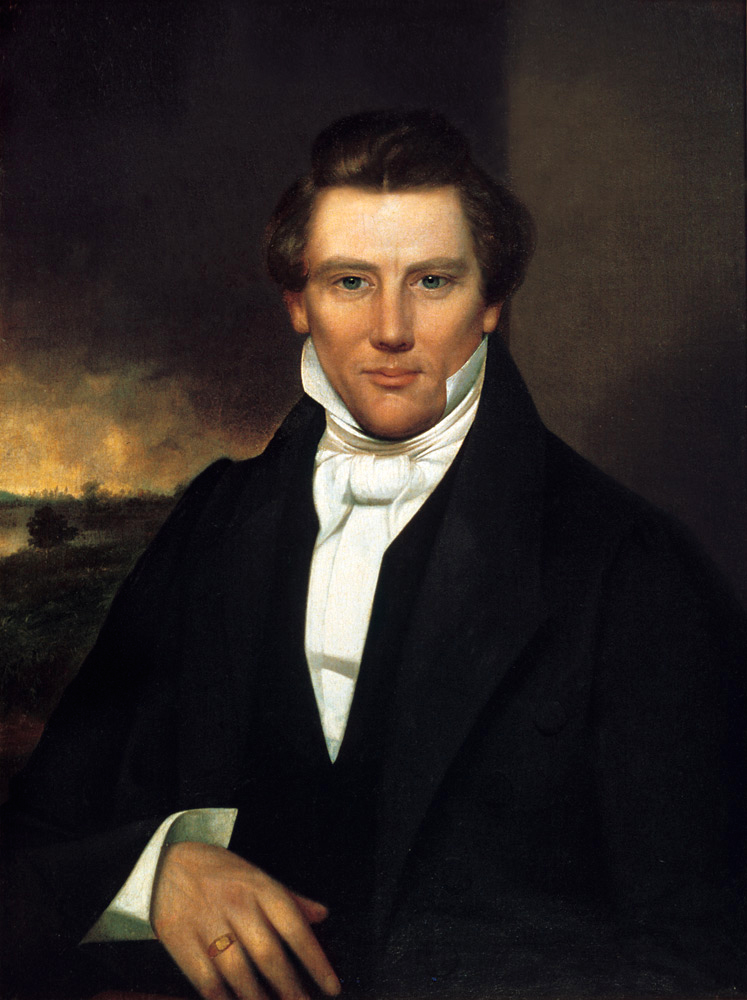
Joseph Smith

La crisi di successione nella Chiesa di Gesù Cristo dei Santi degli Ultimi Giorni ebbe luogo all'indomani del martirio del suo presidente e fondatore, Joseph Smith, avvenuto il 27 giugno 1844.
Nel periodo che seguì la morte di Joseph Smith, alcune persone si proposero per succedere nella conduzione della Chiesa mormone. I maggiori contendenti furono Sidney Rigdon, Brigham Young e James Strang. La crisi terminò, per la maggior parte dei fedeli della Chiesa mormone, l'8 agosto 1844, quando durante una conferenza ad hoc avvenuta a Nauvoo, Illinois, (allora sede principale della Chiesa), la maggior parte dei santi degli ultimi giorni approvò quale legittimo successore di Joseph Smith, Brigham Young ed in particolare il quorum dei dodici apostoli di cui Young era presidente.
Questa decisione, comunque, non ebbe l'assenso di tutti i mormoni, i dissidenti non seguirono Brigham Young e la Chiesa nel suo spostamento verso l'ovest, avvenuto nel 1847, ma rimasero nelle praterie del Mississippi e nel corso degli anni diedero vita a diverse Chiese scismatiche, alcune delle quali tuttora esistenti.

## Potenziali successori
Nel periodo immediatamente successivo alla morte di Joseph Smith non fu ben chiaro chi dovesse guidare la Chiesa.

### I fratelli di Joseph Smith
Dichiarazioni di quel periodo, espresse da dirigenti della Chiesa, indicavano quale successore Hyrum Smith, fratello maggiore di Joseph Smith, se questi non fosse stato ucciso insieme al fratello. In precedenza Hyrum era stato ordinato "Presidente assistente della Chiesa" (posizione occupata da Oliver Cowdery prima della sua scomunica) e "Patriarca presidente" della Chiesa. Al riguardo Brigham Young dichiarò: "Joseph Smith ordinò qualcuno per prendere il suo posto? Lo fece. Chi era? Era Hyrum Smith, ma Hyrum cadde martire prima di Joseph. Se Hyrum fosse sopravvissuto avrebbe preso il posto di Joseph.
Secondo il principio della linea di successione, il fratello minore di Joseph Smith, Samuel, sarebbe potuto succedere alla guida della Chiesa. Nel periodo tra il 23 e il 27 giugno 1844 Joseph Smith, secondo una fonte, dichiarò che "se sia lui che Hyrum fossero stati uccisi, Samuel H. Smith sarebbe divenuto il suo successore". Ad ogni qual modo, Samuel Smith morì improvvisamente il 30 luglio 1844, a pochi giorni di distanza dall'assassinio dei suoi due fratelli maggiori.
William Smith rimase il solo dei fratelli di Smith in vita, inizialmente pretese solo la carica di Pratriarca Presidente. In seguito, dopo aver lasciato diversi gruppi di dissidenti cominciò a pretendere la carica di Presidente della Chiesa senza ottenere risultati.

### I figli di Joseph Smith
In base ad alcune dichiarazioni di contemporanei di Joseph Smith sembrerebbe che questi abbia indicato, il 27 agosto 1834 e il 22 aprile 1839, come suo successore suo figlio maggiore, Joseph Smith III. Quando Joseph Smith fu assassinato Joseph Smith III aveva undici anni.
Nell'aprile del 1844 sembra che Joseph Smith abbia profetizzato che il figlio che sua moglie stava aspettando si sarebbe chiamato "David" e che un giorno sarebbe divenuto "presidente e re di Israele", ossia, della Chiesa.